# Michael Clarke Duncan
Michael Clarke Duncan, född 10 december 1957 i Chicago i Illinois, död 3 september 2012 i Los Angeles i Kalifornien, var en amerikansk skådespelare.

## Biografi
Duncan var främst känd för sin roll som den mörkrädde, storvuxne (han var 196 cm lång) och dödsdömde fången John Coffey i filmen Den gröna milen. Duncan medverkade också i Armageddon (1998), i rollen som Bear. Han gjorde även gästspel i den populära komediserien 2 1/2 män.
Michael Clarke Duncan arbetade under en tid som livvakt åt flera kända personer, bland andra Will Smith, Jamie Foxx och LL Cool J. 
Den 3 september 2012 avled Duncan av komplikationer efter en hjärtinfarkt.

## Filmografi i urval
- 1995 – Fresh Prince i Bel Air (TV-serie) (1 avsnitt)
- 1995 – Friday
- 1995 – Glamour (TV-serie) (2 avsnitt)
- 1995 – Renegade (TV-serie) (1 avsnitt)
- 1995 – Våra värsta år (TV-serie) (1 avsnitt)
- 1997 – Back in Business
- 1997 – The Wayans Bros. (TV-serie) (1 avsnitt)
- 1998 – A Night at the Roxbury
- 1998 – Armageddon
- 1998 – Bulworth
- 1999 – Den gröna milen
- 2000 – Oss torpeder emellan
- 2001 – Apornas planet
- 2001 – Spot – En hund på rymmen
- 2002 – The Scorpion King
- 2003 – Björnbröder (röstroll)
- 2003 – Daredevil
- 2003 – Djungel-George 2 (röstroll)
- 2003–2005 – Jimmy Neutron (TV-serie) (röstroll, 2 avsnitt)
- 2003 – Kim Possible: Tidsapan (röstroll)
- 2004 – D.E.B.S.
- 2004 – The George Lopez Show (TV-serie) (1 avsnitt)
- 2005 – CSI: New York (TV-serie) (1 avsnitt)
- 2005 – Sin City
- 2005 – Stewie Griffin: The Untold Story (röstroll)
- 2005 – Teen Titans (TV-serie) (1 avsnitt)
- 2005 – The Island
- 2005 – Zuper-Zebran (röstroll)
- 2006 – Air Buddies – Valpgänget på äventyr (röstroll)
- 2006 – Björnbröder 2 (röstroll)
- 2006–2012 – Family Guy (TV-serie) (röstroll, 4 avsnitt)
- 2006 – Talladega Nights: The Ballad of Ricky Bobby
- 2007 – The Last Mimzy
- 2008–2009 – 2 1/2 män (TV-serie) (2 avsnitt)
- 2008 – Chuck (TV-serie) (1 avsnitt)
- 2008 – Delgo
- 2008 – Kung Fu Panda (röstroll)
- 2008 – Zack & Codys ljuva hotelliv (TV-serie) (1 avsnitt)
- 2008 – Welcome Home, Roscoe Jenkins
- 2009 – Street Fighter: The Legend of Chun-Li
- 2009 – The Slammin' Salmon
- 2010 – The Story
- 2011 – Bones (TV-serie) (1 avsnitt)
- 2011 – Cross
- 2011 – Green Lantern (röstroll)
- 2011 – Your Highness
- 2012 – A Resurrection
- 2015 – The Challenger